# Tsugi ni kuru Manga Taishō
Tsugi ni kuru Manga Taishō (次にくるマンガ大賞 n.đ. 'Đại giải thưởng Manga kế tiếp') là một giải thưởng manga thường niên dành cho các bộ truyện tranh do tạp chí Da Vinci của tập đoàn KADOKAWA và dịch vụ chia sẻ video Niconico trao tặng. Giải thưởng Tsugi ni kuru Manga Taishō gồm hai hạng mục bao gồm một giải thưởng dành cho manga in và một dành cho web manga.

## Tổng quan
Giải thưởng được công bố vào tháng 10 năm 2014 dưới sự hợp tác giữa tạp chí Da Vinci của tập đoàn KADOKAWA và trang web phát video trực tuyến Niconico đồng tổ chức. Giải thưởng này được chia làm hai hạng mục bao gồm một dành cho manga in và một dành cho manga được xuất bản trực tuyến (web manga). Để một bộ sách đủ điều kiện, nó phải có ít nhất năm tập truyện được xuất bản và tác phẩm chiến thắng sẽ được xác định dựa trên các phiếu bầu của người hâm mộ. Tính đến năm 2021, việc bỏ phiếu vẫn chỉ được giới hạn tại Nhật Bản.

## Tác phẩm đoạt giải
| Năm  | Ấn phẩm in                                                  | Ấn phẩm xuất bản trực tuyến     | Tham khảo     |
| ---- | ----------------------------------------------------------- | ------------------------------- | ------------- |
| 2015 | Học viện siêu anh hùng                                      | Otaku ni koi wa muzukashii      | [ 3 ] [ 4 ]   |
| 2016 | Sesuji o Pin! to: Shikakō Kyōgi Dance-bu e Yōkoso           | Tomo-chan wa Onnanoko!          | [ 5 ] [ 6 ]   |
| 2017 | Kaguya-sama wa Kokurasetai ~Tensai-tachi no Ren'ai Zunōsen~ | Uramichi Oniisan                | [ 7 ]         |
| 2018 | Raise wa Tanin ga Ī                                         | Senpai ga Uzai Kōhai no Hanashi | [ 8 ]         |
| 2019 | Kusuriya no Hitorigoto                                      | SPY×FAMILY                      | [ 9 ]         |
| 2020 | Andeddo Anrakku                                             | Boku no Kokoro no Yabai Yatsu   | [ 10 ] [ 11 ] |
| 2021 | Oshi no Ko                                                  | Kaijū 8-gou                     | [ 12 ]        |